# Ray Sandoval
Ray Anderson Sandoval Baylón (Lima, Provincia de Lima, Perú, 12 de febrero de 1995) es un futbolista peruano. Juega como delantero y su equipo actual es Comerciantes Unidos de la Liga 1 del Perú.

## Trayectoria
Debutó en la temporada 2014 con el Sporting Cristal. Para la temporada 2015 fue prestado al Real Garcilaso. Tras iniciar la temporada 2016, volvió al Sporting Cristal donde salió campeón nacional. Tras su buena campaña en Sporting Cristal, fue fichado por el Monarcas Morelia de México en el año 2018-2019. Regresó nuevamente al Sporting Cristal en calidad de préstamo para la temporada 2020 de la Liga 1, pero fue separado oficialmente el 3 de agosto, tras un acto de indisciplina. Actualmente su pase le pertenece al Mazatlán F. C. (Antiguamente Monarcas Morelia) de la primera división mexicana. El 7 de agosto, fue anunciado como refuerzo del Cusco F. C. de la Liga 1.
Para la temporada 2021 jugaría en el UTC de Cajamarca.
Sería anunciado como nuevo fichaje de Atlético Grau para disputar Primera División de Perú.

## Selección nacional

### Selección mayor
Apareció en la banca en las fechas 7 y 8 de eliminatorias de Rusia 2018, luego sería convocado de emergencia para disputar el duelo ante Brasil de local por el mismo torneo.
Después del mundial del 2018, fue convocado para los amistosos contra Países Bajos y Alemania, haciendo su debut ante el primero. A los 60 minutos de juego, pierde un pase fuera del área que termina en el empate del equipo neerlandés.

## Estadísticas

### Clubes
Actualizado de acuerdo al último partido jugado el 30 de marzo de 2024.
| Sporting Cristal · Perú | 1.ª           | 2014          | 4   | 1  | 0  | 2  | 0 | 0 | — | — | — | 6   | 1  | 0  | 0.17 |
| Cusco F. C. · Perú | 1.ª           | 2015          | 23  | 3  | 0  | 9  | 2 | 0 | — | — | — | 32  | 5  | 0  | 0.16 |
| Sporting Cristal · Perú | 1.ª           | 2016          | 35  | 7  | 5  | —  | — | — | 3 | 0 | 0 | 38  | 7  | 5  | 0.18 |
| Sporting Cristal · Perú | 1.ª           | 2017          | 35  | 13 | 2  | —  | — | — | 2 | 0 | 0 | 37  | 13 | 2  | 0.35 |
| Monarcas Morelia · México | 1.ª           | 2018          | 23  | 3  | 1  | 5  | 0 | 2 | — | — | — | 28  | 3  | 3  | 0.11 |
| Monarcas Morelia · México | 1.ª           | 2019          | 8   | 1  | 1  | 7  | 1 | 0 | — | — | — | 15  | 2  | 1  | 0.13 |
| Monarcas Morelia · México | Total club    | Total club    | 31  | 4  | 2  | 12 | 1 | 2 | 0 | 0 | 0 | 43  | 5  | 4  | 0.12 |
| Sporting Cristal · Perú | 1.ª           | 2020          | 4   | 0  | 0  | —  | — | — | 1 | 0 | 0 | 5   | 0  | 0  | 0    |
| Sporting Cristal · Perú | Total club    | Total club    | 78  | 21 | 7  | 2  | 0 | 0 | 6 | 0 | 0 | 86  | 21 | 7  | 0.24 |
| Cusco F. C. · Perú | 1.ª           | 2020          | 7   | 1  | 1  | —  | — | — | — | — | — | 7   | 1  | 1  | 0.14 |
| Cusco F. C. · Perú | Total club    | Total club    | 30  | 4  | 1  | 9  | 2 | 0 | 0 | 0 | 0 | 39  | 6  | 1  | 0.15 |
| U. T. C. de Cajamarca · Perú | 1.ª           | 2021          | 18  | 2  | 0  | 3  | 0 | 1 | 2 | 0 | 0 | 23  | 2  | 1  | 0.09 |
| U. T. C. de Cajamarca · Perú | Total club    | Total club    | 18  | 2  | 0  | 3  | 0 | 1 | 2 | 0 | 0 | 23  | 2  | 1  | 0.09 |
| Atlético Grau · Perú | 1.ª           | 2022          | 31  | 9  | 3  | —  | — | — | — | — | — | 31  | 9  | 3  | 0.29 |
| Atlético Grau · Perú | 1.ª           | 2023          | 24  | 4  | 2  | —  | — | — | — | — | — | 24  | 4  | 2  | 0.17 |
| Atlético Grau · Perú | 1.ª           | 2024          | 13  | 1  | 0  | —  | — | — | — | — | — | 13  | 1  | 0  | 0.08 |
| Atlético Grau · Perú | Total club    | Total club    | 68  | 14 | 5  | 0  | 0 | 0 | 0 | 0 | 0 | 68  | 14 | 5  | 0.21 |
| Total carrera | Total carrera | Total carrera | 225 | 45 | 15 | 26 | 3 | 3 | 8 | 0 | 0 | 259 | 48 | 18 | 0.19 |
| (1) Incluye datos del Torneo del Inca y Copa México. (2) Incluye datos de la Copa Libertadores y Copa Sudamericana. (3) No incluye goles en partidos amistosos. |               |               |     |    |    |    |   |   |   |   |   |     |    |    |      |

### Selección
Actualizado de acuerdo al último partido jugado el 28 de marzo de 2023.
| Selección                                                                  | Temporada     | Amistosos | Amistosos | Amistosos | Sudamérica(1) | Sudamérica(1) | Sudamérica(1) | Mundial | Mundial | Mundial | Total | Total | Total  | Media goleadora |
| Selección                                                                  | Temporada     | Part.     | Goles     | Asist.    | Part.         | Goles         | Asist.        | Part.   | Goles   | Asist.  | Part. | Goles | Asist. | Media goleadora |
| -------------------------------------------------------------------------- | ------------- | --------- | --------- | --------- | ------------- | ------------- | ------------- | ------- | ------- | ------- | ----- | ----- | ------ | --------------- |
| Adulta · Perú                                                              | 2018          | 1         | 0         | 0         | —             | —             | —             | —       | —       | —       | 1     | 0     | 0      | 0,00            |
| Adulta · Perú                                                              | 2023          | 2         | 0         | 0         | —             | —             | —             | —       | —       | —       | 2     | 0     | 0      | 0,00            |
| Adulta · Perú                                                              | Total         | 3         | 0         | 0         | 0             | 0             | 0             | 0       | 0       | 0       | 3     | 0     | 0      | 0,00            |
| Total carrera                                                              | Total carrera | 3         | 0         | 0         | 0             | 0             | 0             | 0       | 0       | 0       | 3     | 0     | 0      | 0,00            |
| (1) Incluye los partidos de la Copa América/Clasificatorias Sudamericanas. |               |           |           |           |               |               |               |         |         |         |       |       |        |                 |